# VF-14 バンパイア
VF-14 バンパイア（ブイエフ・じゅうよん バンパイア）は、「マクロスシリーズ」に登場する架空の兵器。初出は、1994年放送のテレビアニメ『マクロス7』（正確にはその改造機であるFz-109 エルガーゾルン、詳細は後述）。ファイター（航空機）とバトロイド（人型ロボット）、中間形態であるガウォークの3形態に変形する可変戦闘機（ヴァリアブル・ファイター＝VF）の一つ。
VFシリーズの中では大型の機体で、胴体と左右のエンジンブロックが独立した三胴体式のファイター形態が特徴。愛称（ペットネーム）の「バンパイア(Vampire)」は吸血鬼の意。メカニックデザインは河森正治。デザインモチーフは実在の超音速偵察機「SR-71 ブラックバード」。
当記事では、『マクロス7』で敵役として登場する改造機「Fz-109 エルガーゾルン」と「Az-130 パンツァーゾルン」の解説も記述する。

## 概要

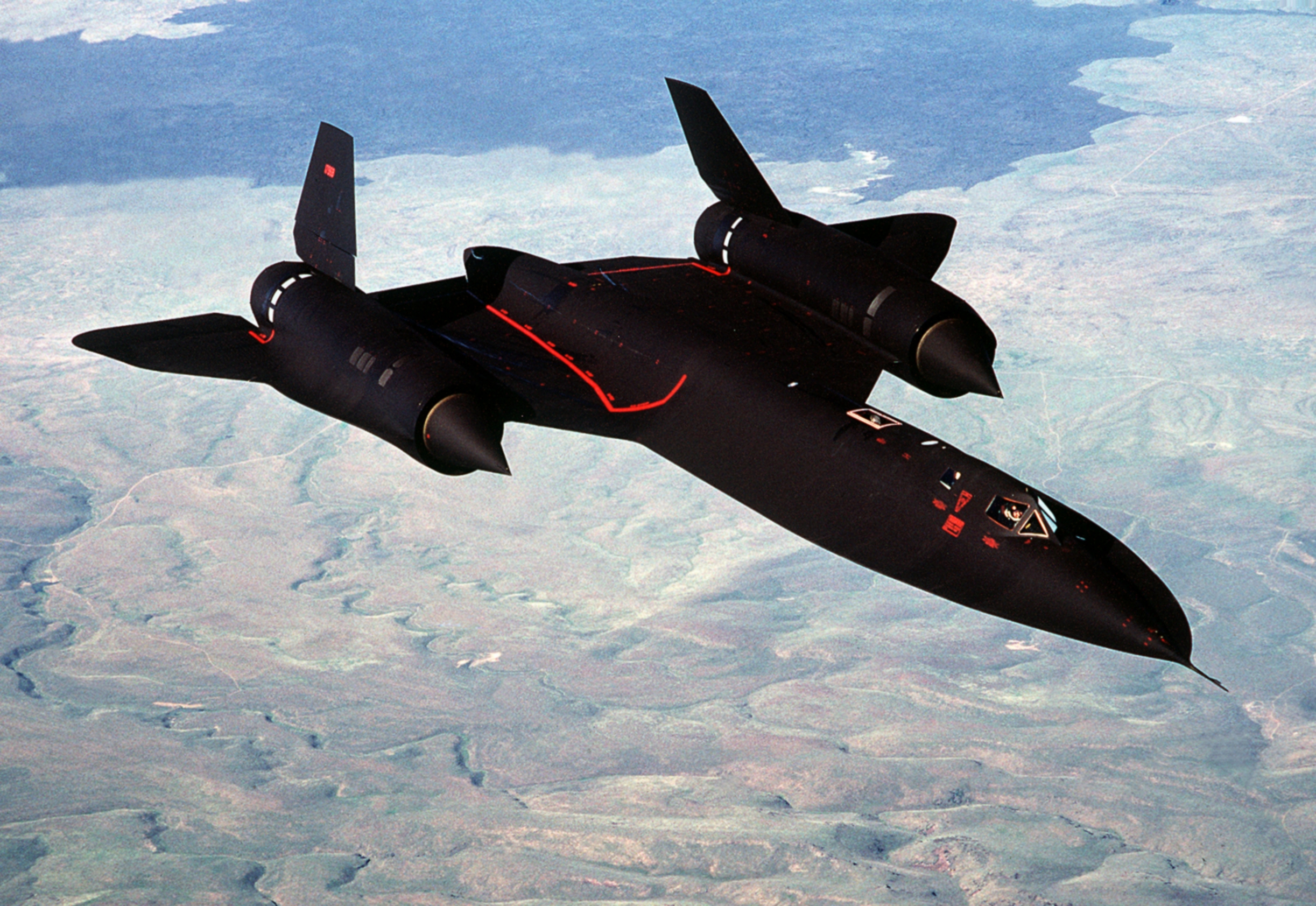
デザインモチーフとなったSR-71ブラックバード

元々は、河森正治が「空中騎行戦記」（天空のエスカフローネの原案となった企画）の神制ザイバッハ軍のメカとしてデザインしていた可変突撃機ゾルンシリーズの「Fz-109A エルガーゾルン」と「Fz-109F パンツァーゾルン」で、『マクロス7』での設定とは逆に改造後の姿がオリジナルデザインということになる。『マクロス7』で登場させるにあたって、宮武一貴がバトロイド形態の姿をデザインした。
その後、ビデオパッケージの『マクロス7』第8巻の特典映像「マクロス7ぷらす SPIRITIA DREAMING」にて、初めて改造前の姿である「VF-14」が登場する。この時使用された設定画は清書（クリンナップ）されていない草稿（ラフ）段階のもので、後年発売されたテレビゲーム『マクロスM3』ではデザインが大幅に変更されている。

## 機体解説
ゼネラル・ギャラクシー社（GE社）とメッシー社が共同開発した宇宙用重VF。VF-4 ライトニングIIIの後継主力機を選定する「ノヴァ・プロジェクト」において、新星インダストリー社製のVFX-11（のちのVF-11 サンダーボルト）と競合したが、全長20メートル近い巨体が艦載機としては取り回しづらいとして採用を見送られた。
しかし、大型機ゆえの豊富な搭載量を活かした長大な航続距離と重武装、頑強な機体構造から、未開宙域および惑星での過酷な任務に就く調査船団や、質実剛健を好むゼントラーディ人パイロットたちに高く評価され、各運用地でのライセンス生産という形で制式採用が決定した。VF-11の配備が行き渡り既存のVFが続々退役、後方配備に追いやられる中で、唯一前線に残った機種である。初就役は2028年とVF-11よりも2年早いが、これはVF-11側の仕様決定の遅れによるものだとされる。
ファイター形態はVF-4と同様の三胴体方式を採用しているが、全体がより流線的かつ扁平な形状となり、VF-4にはない高い大気圏内性能を併せ持つ。バトロイドへの変形は、機首が両脚の間を潜るように折り畳まれ背面を、後端部が前に折り畳まれ胸部を構成。さらに機首先端が胸部側にずれ頭部となる。左右のエンジンブロックが手足に分割する点はVF-4と共通する。なお、ファイター形態の後部分が上半身となる関係上、ガウォーク形態では両腕が機体の最後方に位置する独特の姿となる。
構造上の余裕から拡張性も高く、ミコヤン社の協力を得て機体のさらなる大型化と武装強化を施した可変攻撃機「VA-14 ハンター」が登場、おもに第5次新マクロス級超長距離移民船団「マクロス5」の主力機として配備された。また、GE社は本機で得たノウハウを基に、ステルス性を徹底的に追求した特殊作戦機「VF-17 ナイトメア」を完成させている。
2029年頃には新統合軍の特務部隊ダンシング・スカル隊にも配備され、マクシミリアン・ジーナス大尉、ミリア・ファリーナ・ジーナス中尉、モアラミア・ファリーナ・ジーナス特務曹長が搭乗する。

## Fz-109 エルガーゾルン
プロトデビルンに洗脳されたバロータ3198XE第4惑星特務調査部隊が、同隊に配備されたVF-14を独自に改造した機体。変形方法など基本部分は原型機と同様だが、全体的に曲線的な形状となり、コクピットを非透過の装甲キャノピーで覆っているのが特徴。脚部メインノズルは踵が2つに分かれた3次元ベクターノズルとなり、より繊細な機動が可能となった。独自の装備として、バトロイド頭部にプロトデビルンの活動源である生体エネルギー「スピリチア」を吸収するビーム照射装置を内蔵する。なお、吸収は相手をマニピュレーターなどで捕獲して行う必要があるため、その間は必然的に無防備となる弱点がある。
2045年にバロータ星系に接近していた第7次新マクロス級超長距離移民船団「マクロス7」と遭遇し、奇しくもかつての競合機である同船団の主力機VF-11Cと交戦する事態となる。

### バリエーション
Fz-109A
一般兵用の標準機。左側の後方警戒用レーザー機銃が大口径ブラスターに換装されている。
Fz-109F
エンジン、武装を強化した指揮官機。精鋭陸戦部隊ブルーライナセロス隊隊長オートルマウワー大尉の肉体に憑依したプロトデビルンの1体、ギギルが搭乗する。機首両脇にレーザー砲2門、エンジンナセル先端にもレーザー砲を左右1門ずつ装備。後方用レーザー機銃も3連装式に変更されている。両脚内部にも兵装スペースが増設され、中型ミサイル4発を片方2セットずつ、計16発格納する。
Fz-109G エルガーゾルン・グスタフ
2058年を舞台にした『マクロス・ザ・ライド』に登場。旧統合軍の地球至上主義者ファスケス艦隊が運用している。性能的には同年代の新統合軍主力機VF-171 ナイトメアプラスに拮抗するとされる。

## Az-130 パンツァーゾルン
バロータ軍が壊滅させたマクロス5船団から鹵獲したVA-14を改造した機体。Fz-109の後継主力機としてバロータ戦役後期に投入された。スピリチアビーム吸収装置の追加など基本的な改良点はFz-109と同じだが、起伏に富んだ曲線のシルエットやエアインテークの牙状のディテールなど、より生物的かつまがまがしい形状に変貌している。登場するのは一般用攻撃機のA型のみで、そのほかのバリエーションの有無は不明。